# Дым

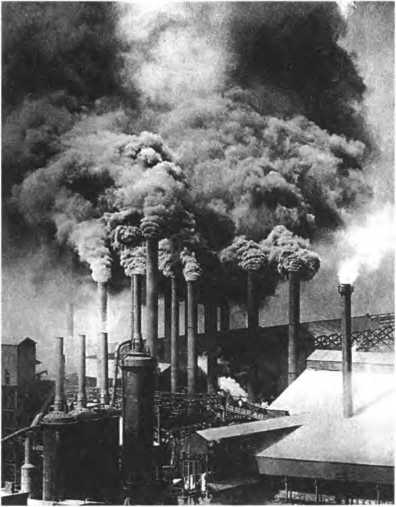
Клубящиеся индустриальные облака дыма из труб — характерный признак индустриализации на рубеже XIX—XX веков

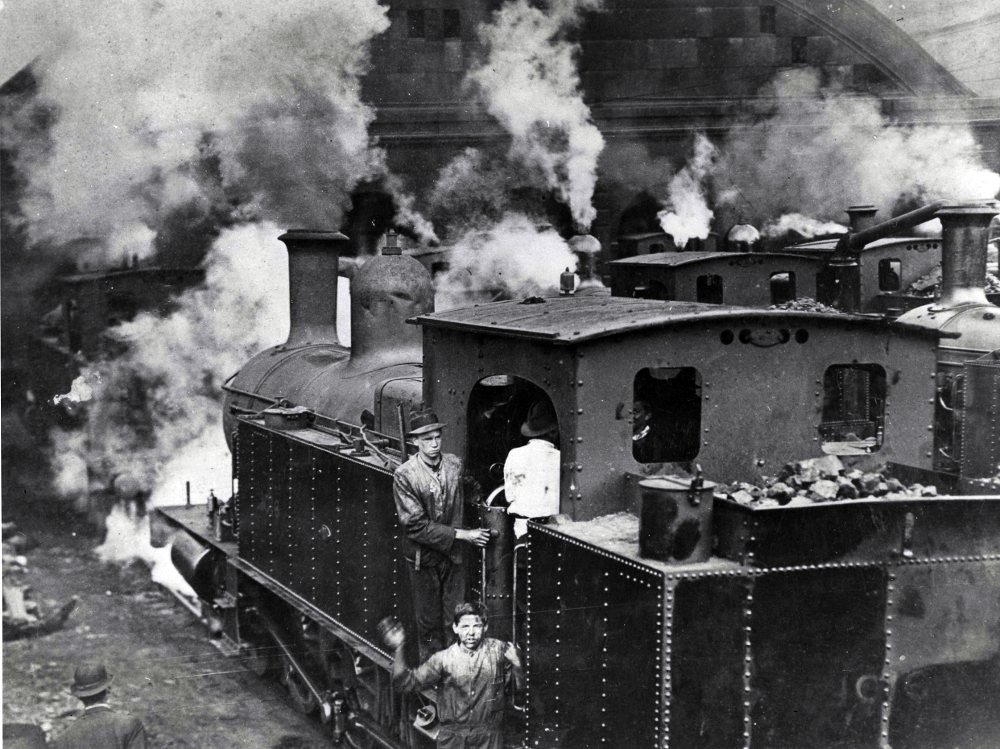
Клубы дыма многочисленных паровозов

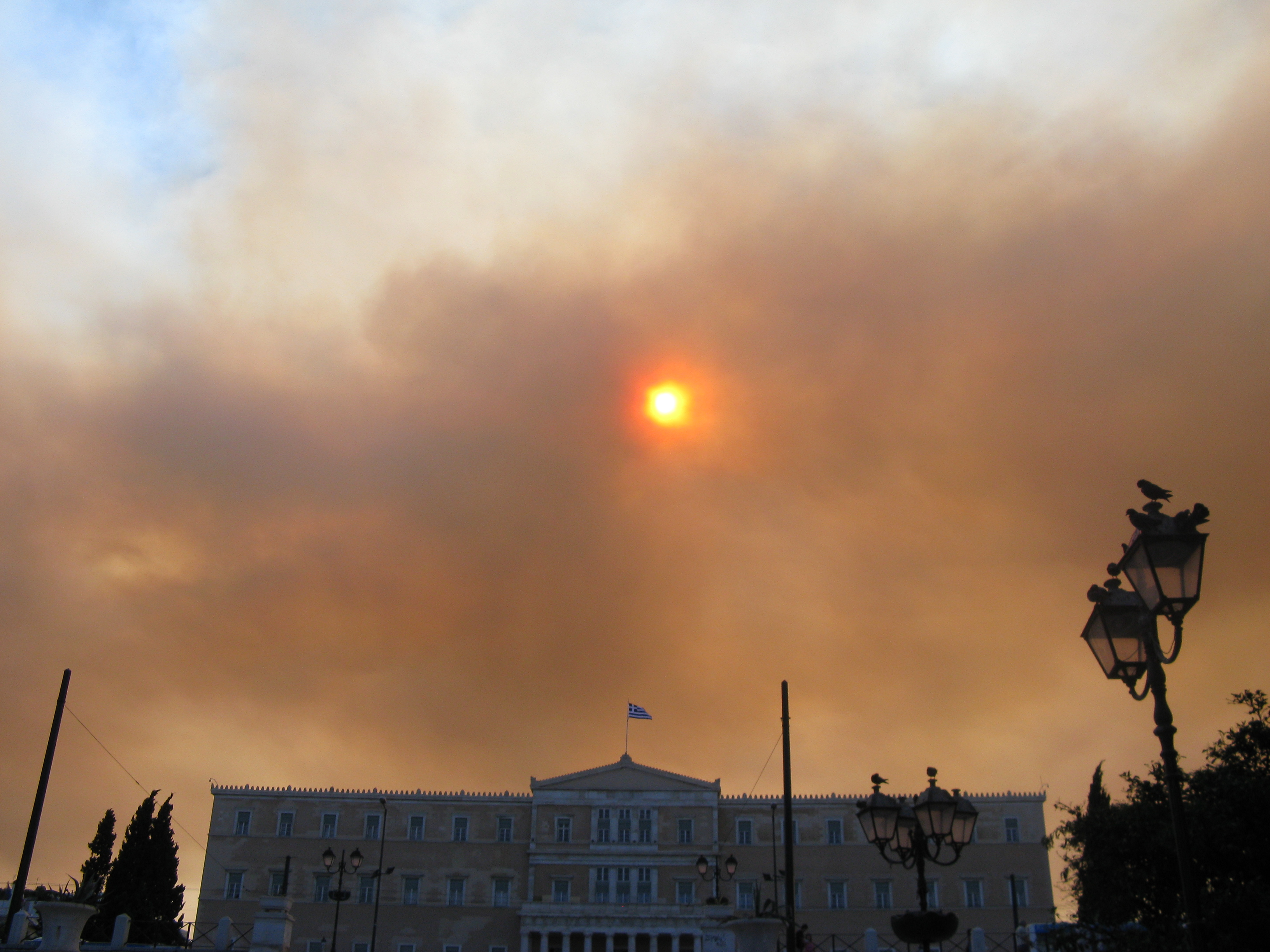
Дымная мгла от Лесные пожары в Греции (2009)

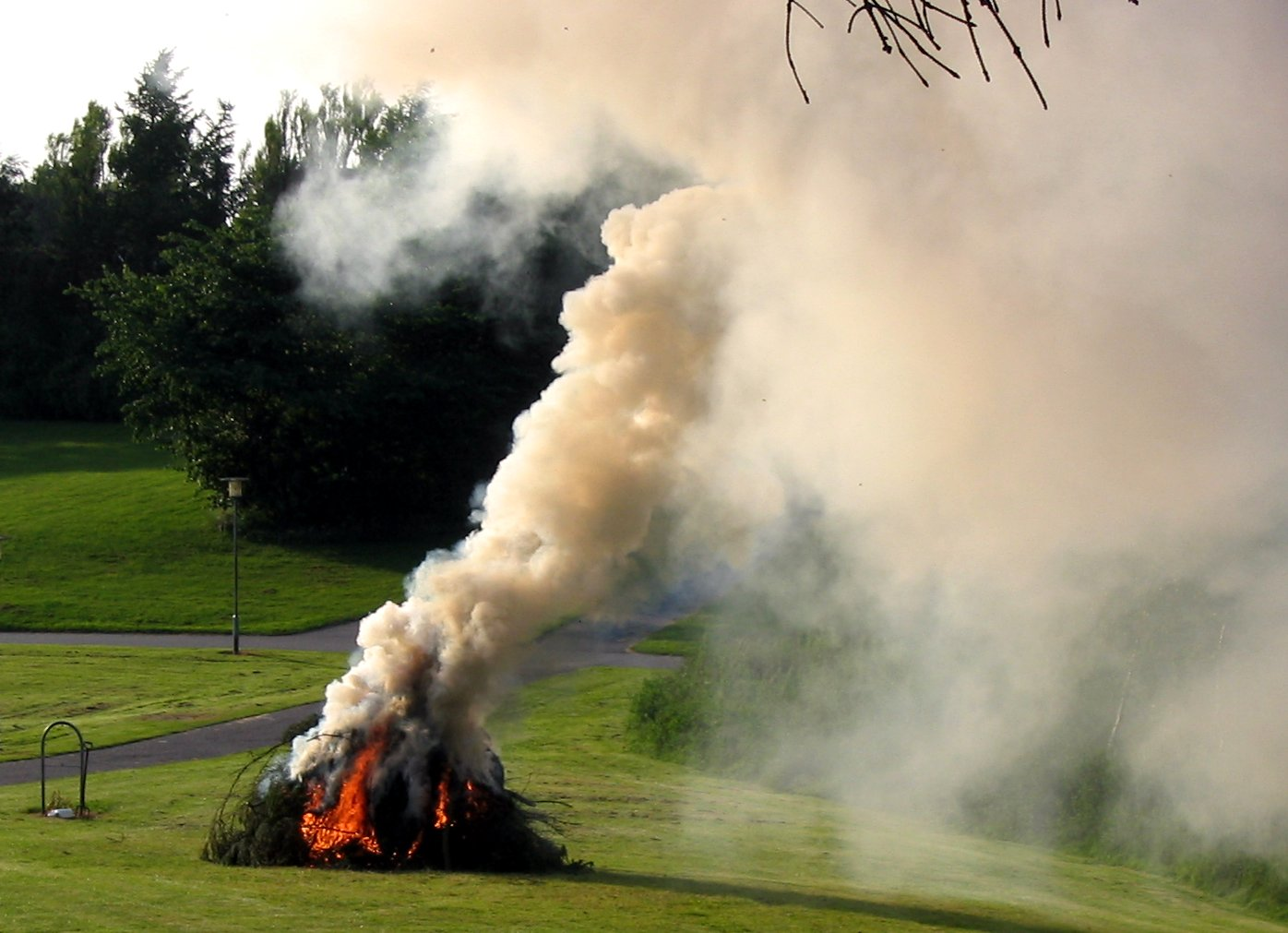
Клубы дыма от сжигания растений

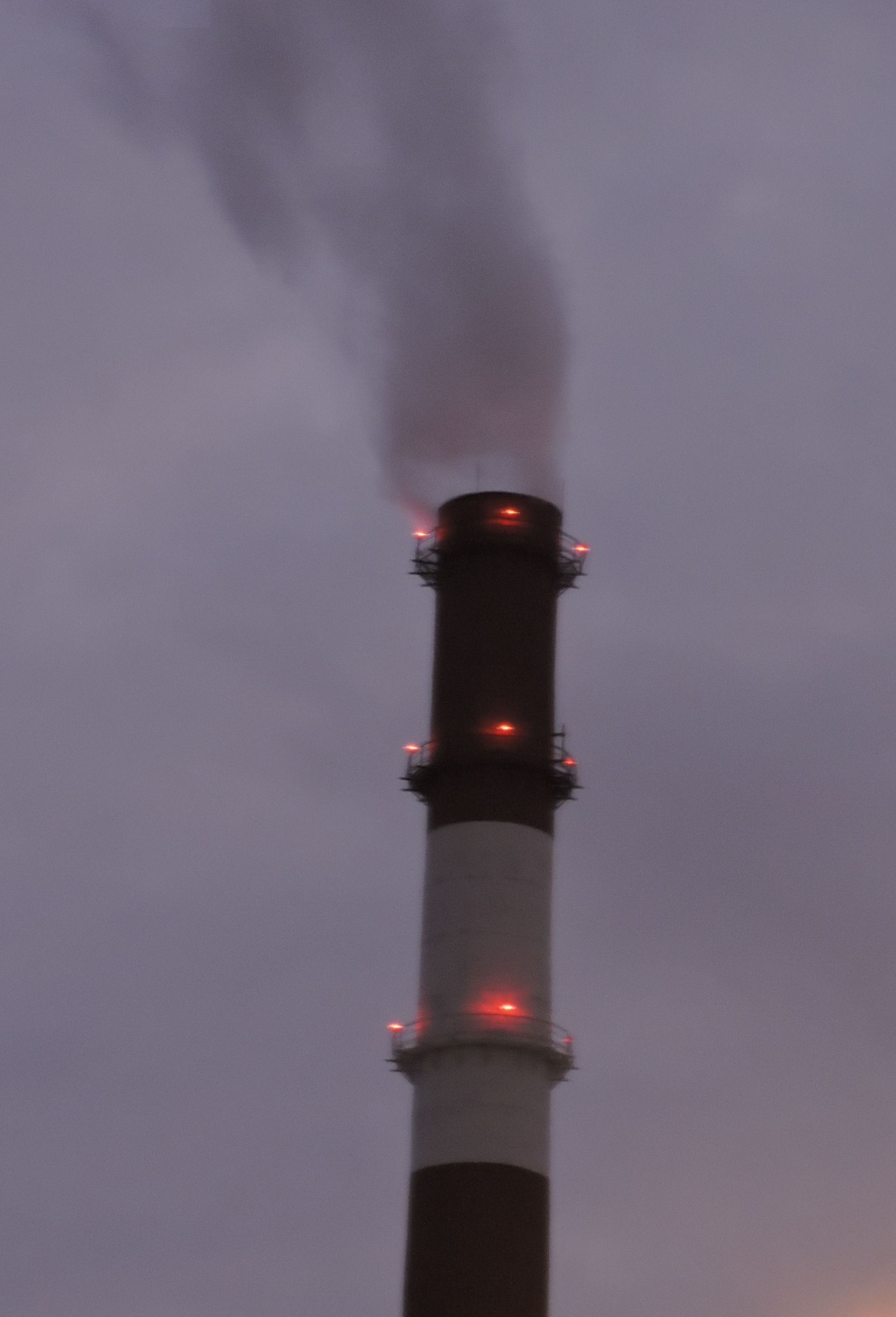
Дымящая дымовая труба ТЭЦ. Её дым состоит большей частью из водяного пара, поскольку подавляющее большинство тепловых электростанций работает на природном газе

Дым — устойчивая дисперсная система, состоящая из мелких твёрдых частиц, находящихся во взвешенном состоянии в газах, образующаяся при сгорании чего-либо. Дым — типичный аэрозоль с размерами твёрдых частиц от 10−7 до 10−5 м. В отличие от пыли — более грубодисперсной системы, частицы дыма практически не оседают под действием силы тяжести. Частицы дыма могут служить ядрами конденсации атмосферной влаги, в результате чего возникает туман.

## Объекты
Дым при подъеме клубится, стремится принять форму клуба, клубка (близкую к шару). На большой высоте принимает форму клубящихся облаков.
Нижняя часть конвекционной колонки над лесным пожаром состоит из пульсирующих клубов дыма, верхняя — из вертикальной рассеивающейся струи в виде шлейфа дыма.
Частички дыма входя в состав городского тумана, городской мглы. В индустриальных центрах наблюдается дымный туман — смесь тумана и дыма, один из видов смога. Дым лесных или торфяных пожаров, больших промышленных предприятий может создать дымную мглу.
Наличие в воздухе частиц дыма при видимости более 10 км является сухим помутнением.

## Дымы и экологическая обстановка

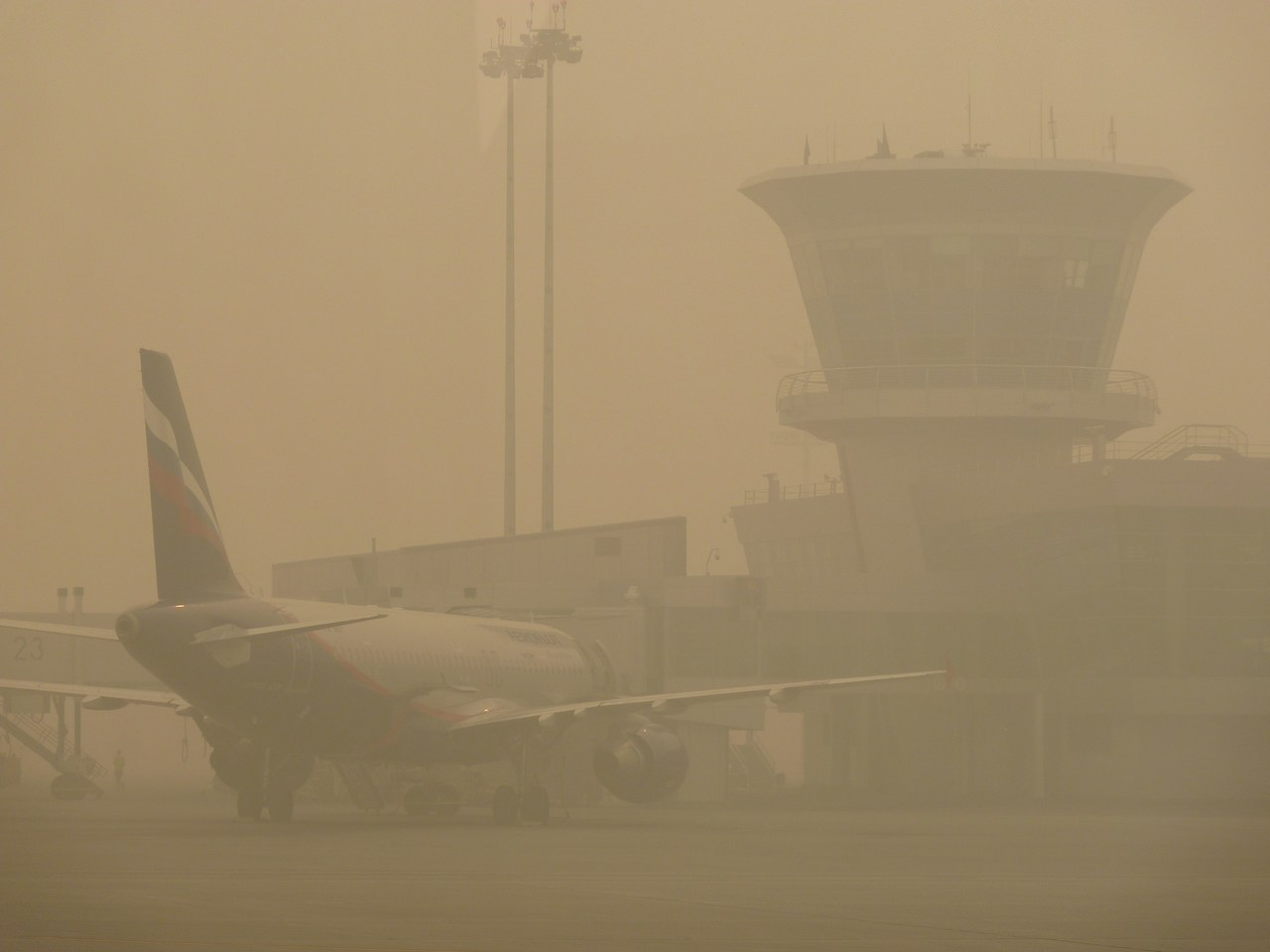
Дымная мгла аэропорта Шереметьево из-за лесных пожаров 7 августа 2010 года

Дым образуется, в частности, при сгорании горючих веществ, например в топках ТЭС и различных промышленных установок, при пожарах, особенно лесных. Такие дымы могут содержать крупные частицы несгоревшего топлива и золы, оксидов металлов, сажи, смолы. При плохой очистке дымовых газов загрязняется окружающее пространство, ухудшается микроклимат, образуется туман, снижается естественная освещённость.

## Дымы и здоровье человека
Дымы разрушают здоровье человека, способствуют развитию болезненных состояний (катаров верхних дыхательных путей, бронхитов, фиброзных изменений лёгких и др.). Содержание в дымах конденсатов тяжёлых металлов (свинец, ртуть и др.) вызывает изменения в крови, отставание в физическом развитии детей и др. Некоторые компоненты дыма содержат канцерогенные (то есть способствующие развитию опухолей) вещества; крупные частицы при попадании в глаз повреждают его роговую и слизистую оболочки.

## Борьба с дымами
Для борьбы с дымами устраивают централизованное тепло- и газоснабжение предприятий и населённых мест. В России установлены предельно допустимые концентрации (ПДК) в атмосферном воздухе для вредных веществ; устраиваются санитарно-защитные зоны, устанавливаются газоочистные сооружения.
Для измерения плотности, состава дыма используются дымомеры.

## Применение дыма
Для использования дыма в прикладных целях при горении должен образовываться аэрозоль, который будет обеспечивать требуемый специальный эффект. Для маскировки аэрозоль должен иметь кроющую способность и минимальный контраст с местностью и защищаемым объектом. Для сигнализации нужны клубы дыма ярких цветов. Для борьбы с вредителями аэрозоль должен губительно действовать на вредные организмы. Вещество, создающее эффект, может уже содержаться в дымовом составе или образовываться при горении.
Дым, образующийся в дымогенераторах, используется для копчения пищевых продуктов.  Дым обладает свойством рассеивать свет, поэтому применяется в военном деле для дымовых завес. В виде дымов также используются некоторые боевые отравляющие вещества (для защиты от них в противогазах устанавливают специальные противодымные фильтры). Широко применяется в аэрозольном пожаротушении.